# Белоногий саки
Белоногий саки (лат. Pithecia albicans) — вид приматов из семейства саковых.

## Описание
Среднего размера приматы с широкой мордой и длинным шерстистым хвостом. Шерсть длинная, густая. Морда безволосая, с чёрной кожей. Половой диморфизм выражен слабо, хотя самцы в среднем немного крупнее самок и имеют белые отметины на шерсти вокруг глаз. Молодняк рождается с тёмно-коричневой шерстью и голым хвостом. Ступни задних конечностей и кисти рук покрыты белой шерстью. Вес самцов от 2,1 до 3 кг, вес самок от 1,3 до 2,5 кг.

## Распространение
Встречаются в Бразилии, к югу от реки Солимойнс, между реками Тефе и Пурус.

## Поведение
Белоногие саки населяют равнинные тропические дождевые леса, встречаясь также в затопленных лесах. В рационе семена (46 %), фрукты (29 %), цветы (7 %), листья (10 %), изредка насекомые (менее 1 %). В отличие от других представителей рода, например Pithecia pithecia, эти приматы предпочитают верхние ярусы леса.
Образуют группы от 3 до 7 особей. Каждая группа занимает территорию от 147 до 204 га, территории соседних групп могут пересекаться.
Выраженного сезона размножения нет. Новорожденных самка носит на бёдрах, а примерно через три недели детёныш переползает на спину матери, при этом приобретает цвет шерсти взрослого животного. В возрасте шести месяцев детёныши становятся независимыми от взрослых.

## Статус популяции
Плотность популяции составляет от 0,9 до 3 групп на 10 км². По другим данным, от 0,8 до 4,6 особей на км². Международный союз охраны природы присвоил виду охранный статус «Вызывающий наименьшие опасения», поскольку, несмотря на малоизученность, нет оснований полагать, что в настоящее время он проходит через существенное сокращение численности популяции.